# Jeti

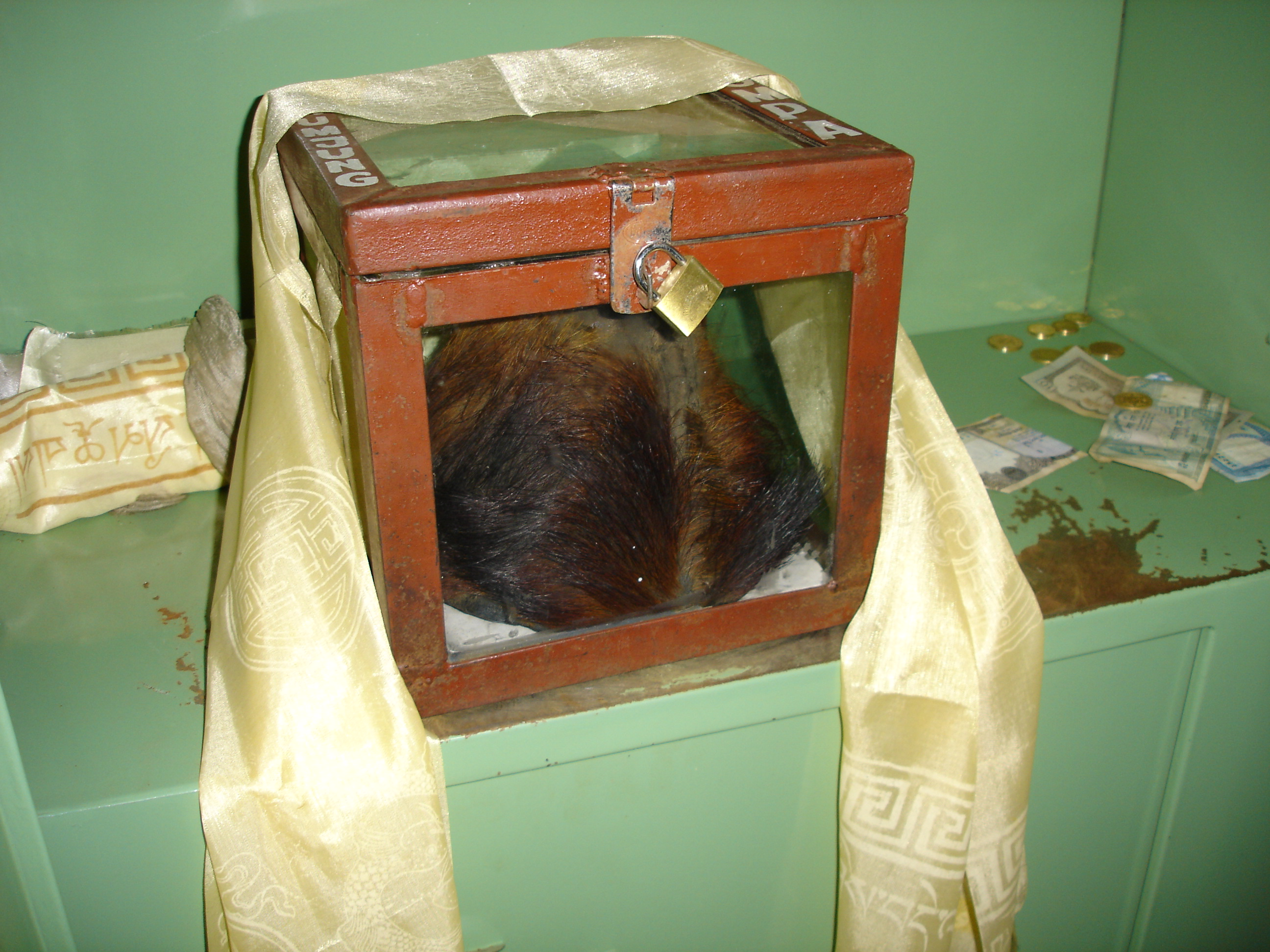
A jeti egy nepáli kolostorban őrzött állítólagos skalpja

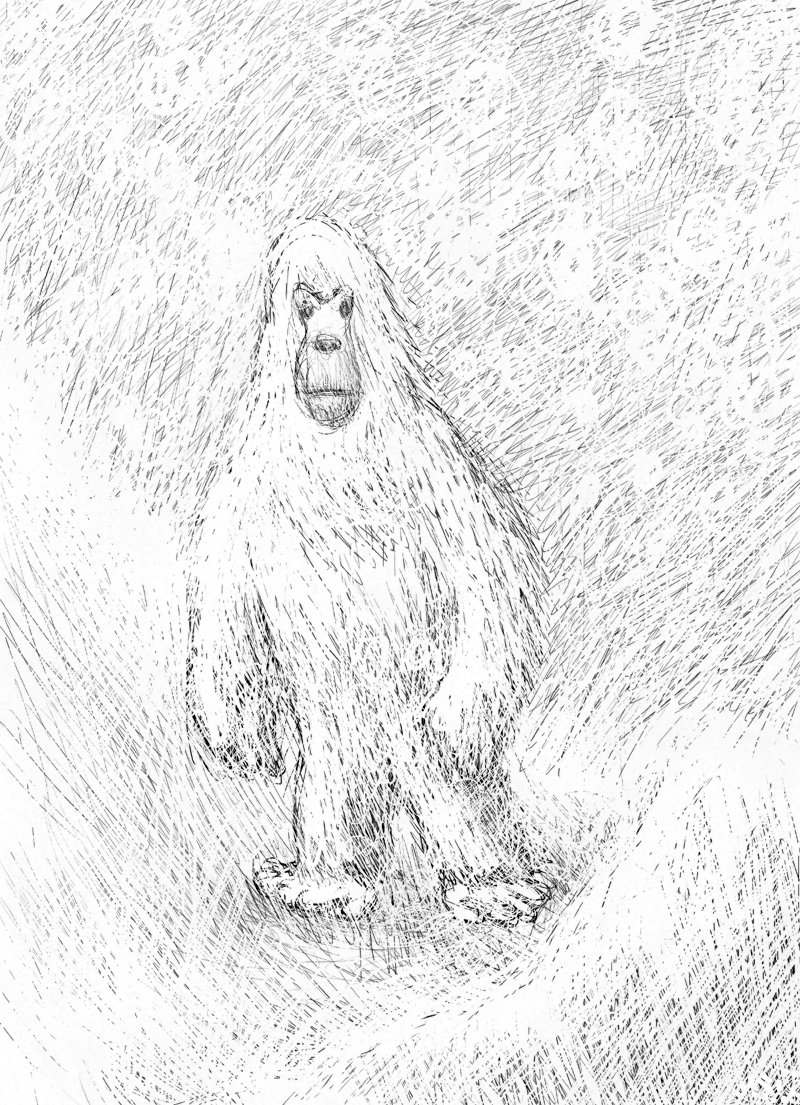
Kissé kezdetleges rajz a jetiről

Jetinek a nyugati civilizációban egy nagy, főemlősszerű, a jelentések szerint a Himalájában élő lényt neveznek. A név a tibeti yeh-teh-ből származik - ennek jelentése: (zavaró módon) „kicsi, emberszerű állat”. A Himalája más népei jeren néven ismerik.
Bizonyos fizikai bizonyítékok (mint például fészkek) azt sugallják, hogy a jeti egy ismeretlen főemlős, egy megmaradt emberszabású, esetleg egy medvefajta lehet.
A legtöbb tudós és szakember elégtelennek minősíti a bizonyítékokat, és a jetit legendának, vagy bizonyos valós jelenségek rossz értelmezésének tartja. Mindezek dacára sokan hisznek a jetiben.
A jeti talán a legismertebb kriptid a Loch Ness-i szörny mellett. Leírása feltűnő hasonlatosságot mutat a világszerte elterjedt óriás-majomemberekről szóló történetekben, melyeket minden kevésbé lakott területen mesélnek. Az amatőr kutatók általában összemossák a különböző területek elnevezéseit, de jeti néven a Himalájában élő állítólagos lényt nevezik.

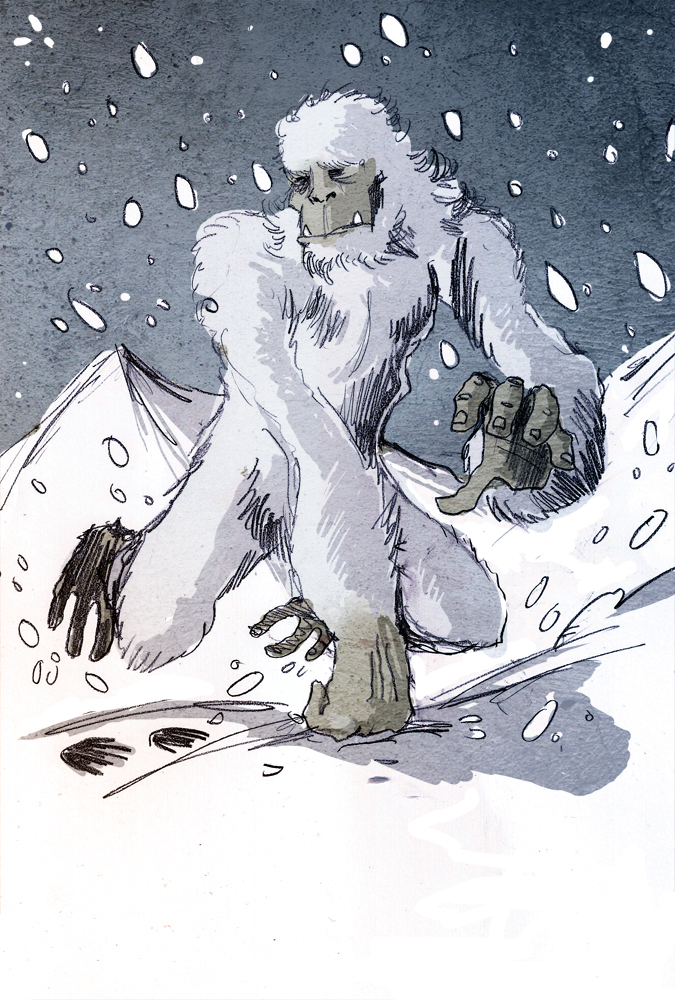
Fantáziarajz

## Története
A himalájai őslakók feltehetően évszázadok óta ismerni vélik a lényt (európai kutatók egészen a legújabb korig nem fordulhattak meg a térségben). A következő észlelések a jeti hírének nyugati útját követik nyomon.
„A Bengáli Ázsia-társaság Lapja” („Journal of the Asiatic society of Bengal”) 1832-ben közölt le egy észlelésről szóló beszámolót B. H. Hodgsontól. Azt írta, hogy miközben észak-Nepálban utazván a bennszülött kísérői egy magas, két lábon járó lényt láttak, akinek sötét, hosszú haja volt, és félelmében elmenekült. Hodgson maga nem látta a lényt, de azt gondolta, hogy egy orangután lehetett.
1889-ben egy brit tiszt (L. A. Waddell) hatalmas lábnyomokat talált a hóban Szikkim (India) területén, egy hegyen. A helyiek elmondták neki, hogy ezek a Ye-ti, egy emberszerű lény nyomai, aki igen gyakran megtámadja az embereket.
1913-ban kínai vadászok egy csoportja arról számolt be, hogy megsebesített és elfogott egy emberszerű lényt, amit a helyiek csak "havasi embernek" hívnak. A szőrös lényt állítólag öt hónapig tartották fogva, míg elpusztult. A jellemzések szerint fekete, majomszerű arca, hatalmas teste volt, amit ezüstös, hosszú szőr borított. Kezei és lábai emberszerűek voltak és a lény rendkívüli testi erővel bírt.
J.R.P. Grent brit erdészeti katonatiszt, aki éppen Szikkim tartományban tartózkodott 1914-ben, beszámolt arról, hogy hatalmas lábnyomokat talált, amik minden bizonnyal egy hatalmas és furcsa lény nyomai.
A Howard-Bury vezette brit hegymászó expedíció tagjai 1921-ben éppen a Mount Everest északi oldalán tartózkodtak, amikor észrevettek néhány sötét alakot egy távolabbi hómezőn. Amikor elérték a helyet (kb. 5330 m magasan), a furcsa alakok már eltűntek, de hátrahagytak néhány hatalmas, emberszerű lábnyomot a hóban.
Alan Cameron, aki szintén egy Mount Everest expedíción vett részt 1923-ban, megfigyelt néhány hatalmas és sötét színű alakot, akik messze fenn a hóhatár feletti térségben meneteltek egymás mögött. Amikor két nappal később elérték a helyet, számos felvételt készítettek a különös, hátrahagyott nyomokról.
Egy görög fotós, név szerint N. A. Tombazi, aki 1925-ben a National Geographic Society tagjaként tartózkodott a Himalájában, megpillantott egy furcsa teremtményt, amit később így írt le: "Pontosan úgy nézett ki mint egy emberi alak, és éppen néhány törpe Rododendron bokor közül húzkodott ki valamilyen gyökereket". Tombazi ekkor kb. 4570 m magasan járt, később elérte a kicsiny bokrokat de mindössze néhány különös nyomot talált a hóban.
1936-ban a H. W. Tilman vezette expedíció néhány furcsa lábnyomot talált a hóhatár közeli térségben a Mount Everest lejtőin.

1953-ban Sir Edmund Hillary a Mount Everestre tett expedíciója során több nepáli buddhista kolostorban is hallott a lényről. A szerzetesek több festményt és a jetinek tulajdonított relikviát (például levágott kezet) mutattak neki. Sőt az egyik kolostorban még egy jetiskalpot is vehetett borsos áron, amiről azonban később kiderült, hogy ócska hamisítvány. A hegycsúcsra vezető utolsó métereken, a sűrű havazásban Hillary még látni is vélte a három méter magas, két lábon járó szörnyeteget, amint pár méterrel fölötte megáll egy meredélyen és őt bámulja, majd lassan elsétál.

## Elnevezések
Ausztráliában yowie-nak nevezik, Kanadában gogote-ként ismerik, az ottani amerikai őslakosok által használt elnevezés után pedig sasquatchnak nevezik (ez "szőrös embert" jelent). A Mongólia sivatagaiban és Dél-Szibériában vándorló népek pedig almastinak nevezik a hatalmas emberszabásút. Ám a jeti mellett a legismertebb elnevezés az USA európai származású lakosaitól származó bigfoot elnevezés, ami „nagylábat” jelent. Angol nyelvű országokban használatos még az "abominable snowman" kifejezés, mely jelentése "förtelmes hóember".

## Vizsgálatok
Sir Edmund Hillary kísérletet tett a felkutatására a Himalájában, de csak egy hatalmas koponyacsontot, és óriási lábnyomokat talált.
Az oxfordi Brooks Egyetem kutatói két Északkelet-Indiában talált – a helyiek szerint a „vad erdei embertől” (a jeti egy helyi változatától) származó – szőrszál genetikai vizsgálata alapján arra jutottak, hogy viselőjük egyetlen ismert fajhoz sem tartozik,  azonban ez később tévedésnek bizonyult.